# Bistritsa (Stolitchna)
Pour les articles homonymes, voir Bistritsa.
Bistritsa (bulgare : Бистрица) est un village bulgare de la Stolitchna obchtina, situé dans l’oblast de Sofia-Grad.